# Oosterwijzend
Oosterwijzend is een buurtschap, vallend onder Hoogkarspel in de gemeente Drechterland, in de Nederlandse provincie Noord-Holland.
Oosterwijzend begint in het westen bij een kruispunt van de Westerwijzend en de Houterweg, en loopt in het oosten door in de weg Wijzend onder Lutjebroek. De Wijzend is een oud dijkje dat de grens vormt tussen de polder het Grootslag en de Houterpolder. Bij Oosterwijzend wordt de weg begrensd door twee sloten, waarbij de bebouwing soms direct aan de weg en soms met een dam of brug aan de weg ligt. Ten noorden van de Wijzend ligt sinds de jaren '80 van de negentiende eeuw een spoorlijn. Waar vroeger de weg rechtdoor liep is tegenwoordig een klein industrieterrein aanwezig, waarvoor een tweede weg, genaamd de Zuiderwijzend is aangelegd.
In het verleden stond aan de Oosterwijzend de korenmolen "de Windhond" en ontstond er in de negentiende eeuw een klein arbeidersbuurtje, beide zijn in de loop van de twintigste eeuw weer verdwenen. Na de aanleg van de spoorlijn kwam er ook een veiling genaamd "de Eendracht". Alleen een loods bestaat hier nog van en is tegenwoordig opgenomen in het industrieterrein.

Dorpen: Hem · Hoogkarspel · Oosterblokker · Oosterleek · Schellinkhout · Venhuizen · Westwoud · Wijdenes

Buurtschappen: Binnenwijzend · Blokdijk · De Bangert (deels) · De Buurt · De Hout · De Weed · Kraaienburg · Leekerweg · Munnickaij (deels) · Oostergouw · Oosterwijzend · Oudijk · Tersluis · Westerbuurt · Westerwijzend · Wijmers · Zittend
Noord-Holland: Steden en dorpen      Nederland: Provincies · Gemeenten